# Liolaemus messii
Liolaemus messii es una especie de lagartija de la familia Liolaemidae, que se encuentra en Argentina.

## Hábitat y evolución
Habita una zona restringida del noroeste de la Argentina (aproximadamente 140 a 180 km2), más específicamente al norte de la cuenca de la Quebrada del Toro, en un pequeño valle puneño en el departamento Rosario de Lerma de la provincia de Salta. Se ha estimado que el tiempo de divergencia de esta especie ha sido de unos 2,5 millones de años, durante el Pleistoceno inferior, dado que en dicho momento se habría producido el levantamiento de unas sierras que habrían actuado como barrera geográfica en la distribución de Liolaemus messi.

## Características
Es una especie insectívora.
Los machos tienen una longitud promedio de 71,17 mm y las hembras de 53,28 mm. Los machos presentan una coloración cefálica beige a ocre, con un reticulado melánico. Mientras que, el resto del cuerpo, presenta color marrón oscuro a claro, aunque algunos presentan coloración rojiza en la zona paravertebral. Por su parte, la cola es más clara, con marrones o amarillenta con rayas o manchas melánicas. Mientras que en las hembras, la cabeza y el cuerpo presenta un color marrón claro, con variaciones de patrones que varían desde líneas dorsolaterales amarillas hasta pequeñas manchas oscuras, y el vientre es de color gris a amarillento. Por último, la cola es marrón claro con líneas o puntos melánicos.

## Etimología
El epíteto específico «messii» es un homenaje dado en el año 2021 en honor al futbolista argentino Lionel Messi. Los autores de la especie le dedicaron por ser "un ejemplo mundial de humildad y caballerosidad".